# 顯翼鰭美洲鱥
顯翼鰭美洲鱥（學名：Pteronotropis signipinnis），為輻鰭魚綱鯉形目雅羅魚科的其中一個種，分布北美洲美國佛羅里達州的阿巴拉契科拉河、密西西比州的珍珠河和路易斯安那州的部分地區，本魚體呈橢圓形且側扁，大部分側面都被深色側帶覆蓋，尾鰭、背鰭和臀鰭呈黃色或橙紅色，邊緣有黑色鰭條，尾鰭基部有兩個明亮的硫黃色斑點，斑點之間的區域顏色明顯較暗，體長可達7公分，棲息在沙底質、植被生長的溪流，常見於殘礫與植物之中，生活習性不明。

## 扩展阅读
維基物種上的相關：顯翼鰭美洲鱥